# Copris carinicus
Copris carinicus là một loài bọ cánh cứng trong họ Bọ hung (Scarabaeidae).